# شمال المفتي
شه مال مفتي أو شمال المفتي هو شمال عبد الرحمن عبد العزيز المفتي ولد في مدينة بغداد في العام 1955 و هو من أصول كردية. كان شمال المفتي مفكراً وداعية إسلامي وفي الوقت ذاته باحث و ناشط بيئي مؤثر حيث كان مدير عام في وزارة البيئة في بغداد من 2003 إلى 2007 و مستشارا في وزارة البيئة لإقليم كوردستان العراق من العام 2007 إلى 2011 . تخرج من كلية الزراعة قسم علوم التربة في العام 1977 وكان من بين الطلاب الأوائل على دفعته فحصل على جائزة كولبنكيان للمتميزين. عمل محاضرا للغة الإنكليزية من العام 1984 إلى العام 2003 وبعدها عين في وزارة البيئة في بغداد وبعدها في اقليم كردستان إلى أن أحيل إلى التقاعد في العام 2012 ليبدأ  بعد عام صراعه مع المرض إلى أن فارق الحياة في العام 2016.

## أهم المناصب التي شغلها
1. مستشار وزارة البيئة بإقليم كردستان 2007-2011 .[4]
2. مدير عام ومقرر المجلس الاستشاري بوزارة البيئة من 2004 و لغاية آذار 2007 .

## أهم أعماله في وزارة البيئة
1. مقرر المجلس الاستشاري ( مجلس التشاور سابقا) منذ تأسيسه  وهو المجلس الذي يضم في عضويته 20 ممثلا ل20 وزارة بدرجة مدير عام أو خبير ويترأسه الوزير .
2. لجنة اعداد هيكلية الوزارة .( تم الانتهاء من اعدادها  أوائل 2006 ).
3. رئيس لجنة إعادة صياغة القانون البيئي ( تم الانتهاء من اعداد مسودته في 28 حزيران 2006.
4. رئيس لجنة إعادة صياغة قانون الإشعاع .
5. رئيس لجنة إعادة صياغة المحددات البيئية.
6. رئيس لجنة حقوق الإنسان بالوزارة .
7. المشرف على المحاضرات الأسبوعية لتوعية كوادر الوزارة على مدار العام
8. ممثل الوزارة في اللجنة القطاعية لاشاعة حقوق الإنسان في مناهج التعليم
9. اعداد منهج للتوعية البيئية للدراسة المتوسطة .
10. ألقيام بالتوعية حول صون التراث الطبيعي ( من خلال ندوات ) في بغداد.
11. أشرف على فتح دورات للتوعية البيئية في دهوك ( ديره لوك ), أربيل ( خطباء كردستان , كادر مركز الوزارة , قوة حماية البيئة ), سليمانية ( كوادر الوزارة , المنظمات النسوية , الاعلاميين , خطباء المساجد , منظمات المجتمع المدني , منظمة آرا للتنمية الشبابية , مركز بابان الثقافي , مركز السادة البيرخضرية الثقافي , دورة عامه مفتوحة للراغبين بالتوعية البيئية).
12. أشرف على دورة تأهيل مدربين بيئيين ( شهر كامل / مركز بابان 2009 شباط )
13. عضو الهيئة الاستشارية لمجلة البيئة والحياة التي تصدرها الوزارة .

أحيل إلى التقاعد في العام 2012 .